# 猴硐神社
猴硐神社（日语：こうどうじんじゃ），是位於今台灣新北市瑞芳區猴硐的一座神社遺跡。現為新北市歷史建築。

## 沿革
猴硐神社設立於臺灣日治時期臺北州基隆郡瑞芳街大字猴洞，為昭和9年（1934年）創建，由瑞三煤礦公司創辦人李建興等五人率「瑞三鑛業株式產業奉公團」所敬獻。其最初被稱為猴硐社，社格為社祠。
臺灣戰後時期，猴硐神社並沒有馬上被破壞，但是隨著瑞三礦業的收坑及侯牡公路的開闢，神社建築約在1975~1990年間遭到拆除，目前拜殿被改造成涼亭，本殿已消失，存留石製鳥居一座，木製鳥居一座，皆為明神系鳥居。
2011年2月18日，神社殘存的石造鳥居與猴硐介壽橋紀念碑於被新北市政府公告為歷史建築。目前該神社的參道部分已經修復，並且在兩旁設有新製的石燈籠。

## 現存遺跡
猴硐神社座落於猴硐地區的最高點處，該設施群現僅存少許遺跡，其中以石造明神鳥居及石階參道為最完整遺跡，其鳥局構造仍的柱聯文字「奏獻」仍清晰可辨，此外該神社保存台灣少數之木造鳥居，該鳥居現已處於半毀壞階段。
神社原有和式石燈、參拜石造洗手台，現皆已毀壞。另附近設有猴硐一百階，是當時至猴硐神社參拜之重要道路之一，也是周圍住戶之進出重要通道。

## 圖片

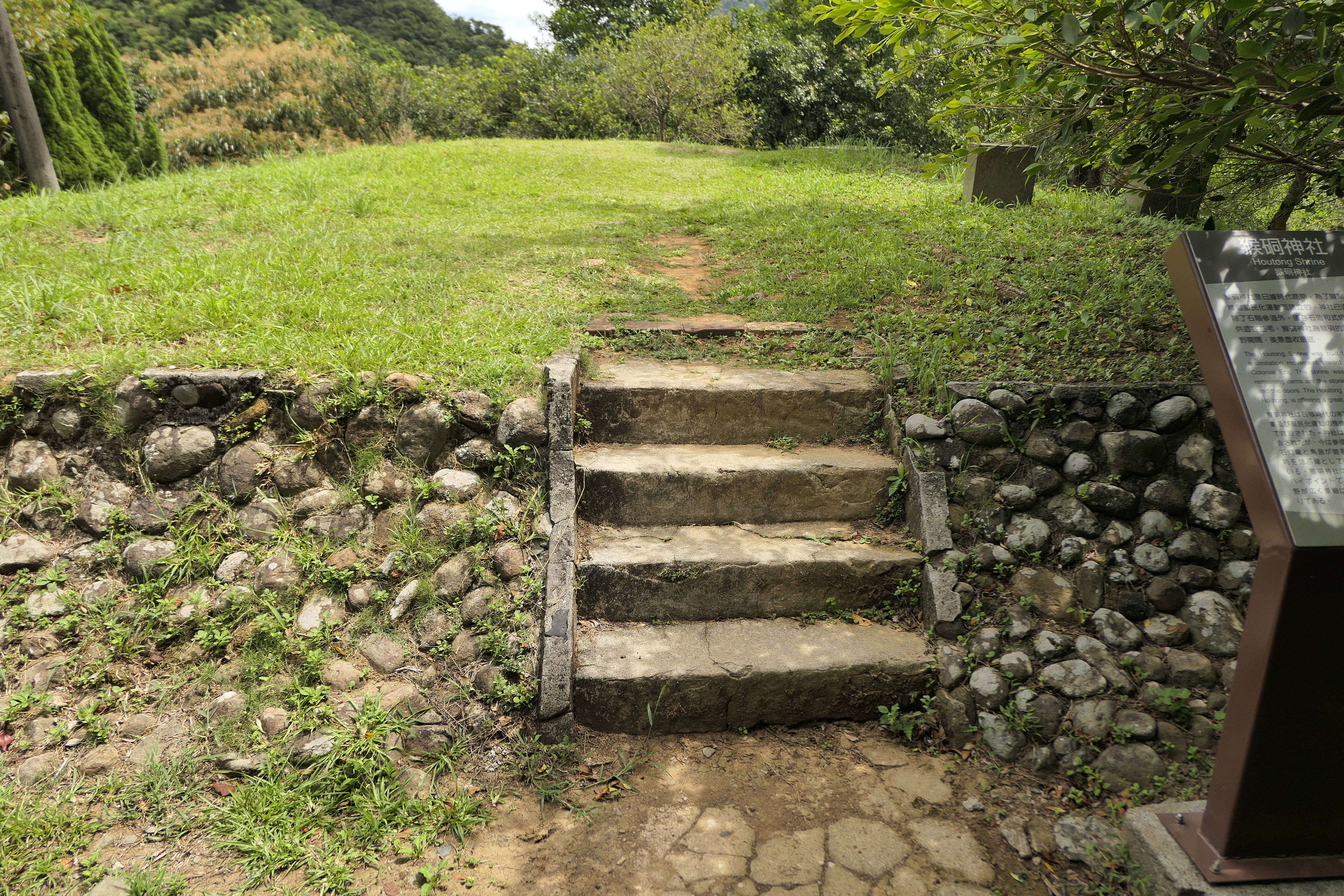
猴硐神社遺跡
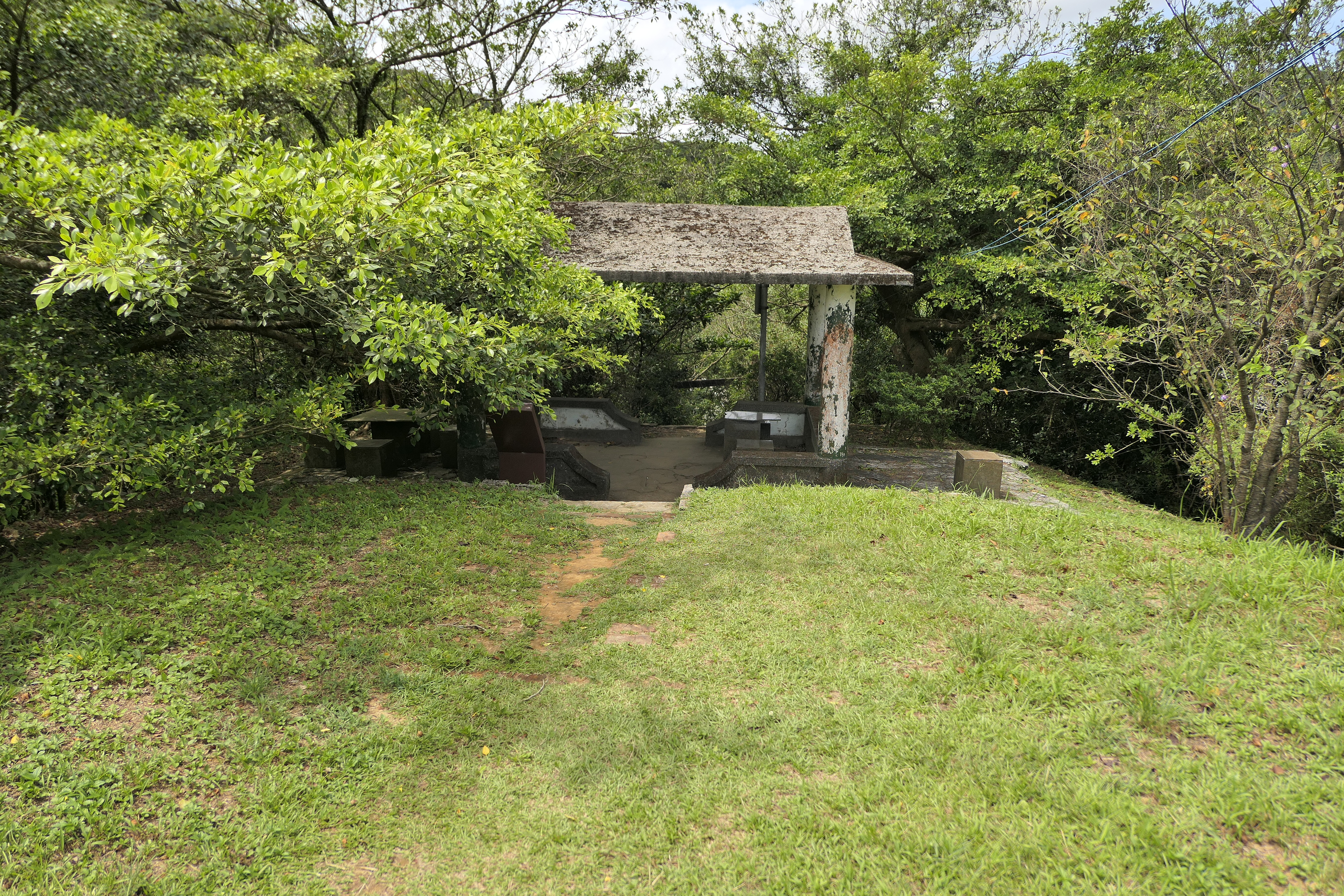
拜殿改成的涼亭
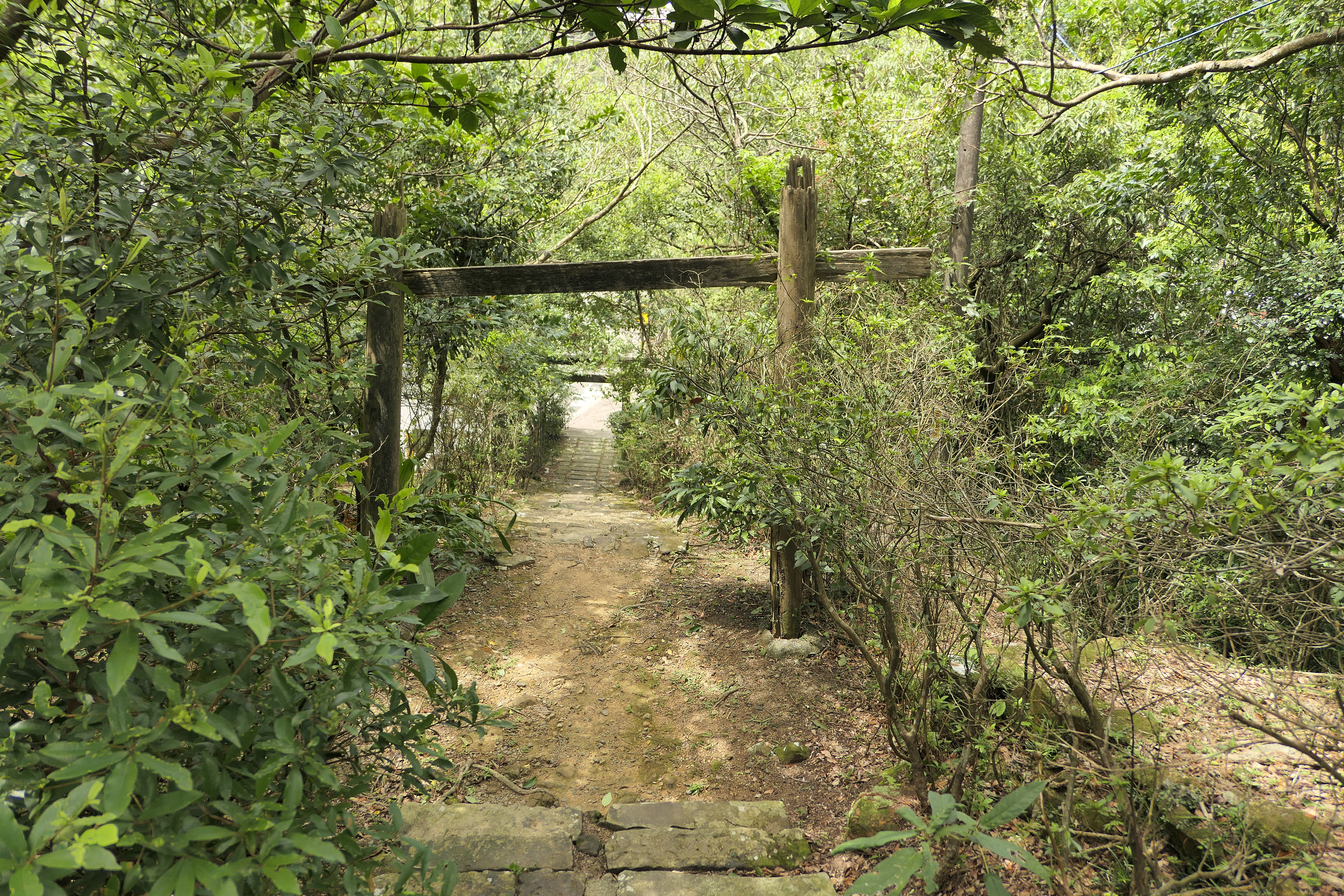
猴硐神社參道與鳥居

## 外部連結
- 猴硐神社古道
- 猴硐神社大鳥居